# Chino goulou
El chino goulou (勾漏, Ngaulau) es uno de los principales grupos de dialectos del chino yue. Se habla en la frontera entre Guangxi y Guangdong e incluye los dialectos de Yulin y Bobai.

## Dialectos
El dialecto Yulin es representativo, aunque el bobai es más conocido.
- Dialecto yulin
  - Dialecto bobai
- Dialecto Guangning
- Dialecto huaiji
- Dialecto fengkai
- Dialecto deqing
- Dialecto yunan
- Dialecto shanglin
- Dialecto binyang
- Dialecto tengxian

## Fonología

### Iniciales
|                     |           | Labial | Alveolar | Palatal | Velar | glotal      |
| ------------------- | --------- | ------ | -------- | ------- | ----- | ----------- |
| Oclusiva / Africada | sorda     | p      | t        | tʃ      | k     | ( ʔ</link>) |
| Oclusiva / Africada | aspirada  | pʰ     | tʰ       | tʃʰ     | kʰ    |             |
| Oclusiva / Africada | implosiva | ɓ      | ɗ        |         |       |             |
| nasal               | nasal     | m      | n        | ɲ       | ŋ     |             |
| fricativa           | sorda     | f      |          | ʃ       |       | h           |
| fricativa           | sonora    | v      |          |         |       |             |
| fricativa           | lateral   |        | ɬ        |         |       |             |
| aproximante         | sonora    |        | l        | j       |       |             |
| aproximante         | labial    |        |          | ɥ       | w     |             |

### Finales
|               | Anterior   | Anterior | Central | Posterior |
| sin redondear | redondeado |          | Central | Posterior |
| ------------- | ---------- | -------- | ------- | --------- |
| Cerrada       | i          | y        |         | u         |
| Casi cerada   | e          | ø        |         | o         |
| Semiabierta   | ɛ          | œ        |         | ɔ         |
| Casi abierta  |            |          | ɐ       |           |
| Abiertoa      |            |          | a       |           |

- Los sonidos de vocales cerradas pueden alternar entre cerradas [i, y, u]</link> y casi cerradas [ɪ, ʏ, ʊ]</link>.[1]

|        |       |      | Oral | Oral | Oral | Nasal | Nasal | Nasal | Oclusiva | Oclusiva | Oclusiva |
| Media  | Media | coda | i    | y    | u    | m     | n     | ŋ     | p        | t        | k        |
| ------ | ----- | ---- | ---- | ---- | ---- | ----- | ----- | ----- | -------- | -------- | -------- |
| Núcleo | Vocal | a    | ai   |      | au   | am    | an    | aŋ    | ap       | at       | ak       |
| Núcleo | Vocal | wa   | wai  |      |      |       | wan   |       |          | wat      |          |
| Núcleo | Vocal |      | ɐi   |      | ɐu   | ɐm    | ɐn    | ɐŋ    | ɐp       | ɐt       | ɐk       |
| Núcleo | Vocal |      | wɐi  |      |      |       | wɐn   |       |          | wɐt      |          |
| Núcleo | Vocal | i(ɛ) |      |      | iɛu  | iɛm   |       | iɛŋ   | iɛp      |          | iɛk      |
| Núcleo | Vocal |      | (ei) |      |      |       |       | eŋ    |          |          | ek       |
| Núcleo | Vocal |      |      |      |      |       |       |       | wek      |          |          |
| Núcleo | Vocal | i    |      |      | iu   | im    | in    |       | ip       | it       |          |
| Núcleo | Vocal | œ    |      |      |      |       |       |       |          |          |          |
| Núcleo | Vocal | øy   |      |      |      |       |       |       |          |          |          |
| Núcleo | Vocal | y    |      |      |      |       |       |       |          |          |          |
| Núcleo | Vocal | ɔ    | ɔi   |      |      | ɔm    | ɔn    | ɔŋ    | ɔp       | ɔt       | ɔk       |
| Núcleo | Vocal |      |      |      | ou   |       |       | oŋ    |          |          | ok       |
| Núcleo | Vocal | u    | ui   |      |      |       | un    |       |          | ut       |          |

### Tono
El dialecto de bobai suele ser citado por tener la mayor cantidad de tonos de cualquier variedad de chino, aunque en realidad solo tiene seis, al igual que la mayoría de los dialectos yue. El motivo de esta afirmación es que el bobai hace una distinción tonal de cuatro vías en las sílabas marcadas, mientras que la mayoría de los demás dialectos yue tienen tres. Sin embargo, en el dialecto yulin justo al norte de bobai, ningún tono de entrada está dividido: solo hay dos tonos de entrada, 7 y 8. Lee (1993) cree que bobai es innovador al haber dividido en 8, mientras que Yulin (junto a varios dialectos yue vecinos del interior) es innovador al haber fusionado una división anterior en 7: el proto-yue probablemente tenía 7a, 7b y 8.
Muchas variedades de yue exhiben un "tono cambiado" con cierto contenido semántico. Estos tonos aparecen en el dialecto yulin, sólo en sílabas marcadas, señalando diminutivos. En tales casos, la oclusiva final -p, -t o -k se cambia a una nasal homorgánica -m, -n o -ŋ, respectivamente, y también se modifica el contorno del tono. Esto parece ser un rastro de un sufijo ahora perdido similar a ér (兒, nye en chino medio) de otras variedades chinas.